# 2004–2005-ös török labdarúgó-bajnokság (első osztály)
A 2004–2005-ös török labdarúgó-bajnokság első mérkőzését 2004. augusztus 6-án játszották, az utolsó mérkőzésre 2005. május 28-án került sor. A bajnokságot a Fenerbahçe SK nyerte 80 ponttal a Trabzonspor előtt.

## Góllövőlista
| Név                | Klub           | Nemzetiség                | Gólok |
| ------------------ | -------------- | ------------------------- | ----- |
| Fatih Tekke        | Trabzonspor    | Törökország               | 31    |
| Alex               | Fenerbahçe     | Brazil                    | 23    |
| Hakan Şükür        | Galatasaray    | Törökország               | 18    |
| Mert Nobre         | Fenerbahçe     | Törökország · Brazil      | 18    |
| Zafer Biryol       | Konyaspor      | Törökország               | 18    |
| Jaba               | Ankaraspor     | Törökország · Brazil      | 17    |
| Cenk Işler         | Samsunspor     | Törökország · Németország | 15    |
| Necati Ateş        | Galatasaray    | Törökország               | 15    |
| Souleymane Youla   | Gençlerbirliği | Guinea · Törökország      | 14    |
| John Carew         | Beşiktaş       | Norvégia                  | 13    |
| Zdravko Lazarov    | Gaziantepspor  | Bulgária                  | 13    |
| Gökdeniz Karadeniz | Trabzonspor    | Törökország               | 12    |